# Fernande Agnentchoué
Fernande Agnentchoué, née le 1er janvier 1963, est une athlète gabonaise douée pour le saut en hauteur.

## Carrière
Fernande Agnentchoué est considéré comme l'un des sportifs ayant porté haut les couleurs du drapeau gabonais.
En 1979, elle est médaillée de bronze du saut en hauteur aux Championnats d'Afrique de 1979.
En 1981, elle fait partie des sportifs gabonais s'étant rendus en France pour une mise au vert de 33 jours avant les 2è Jeux d'Afrique Centrale.
En 1982, elle remporte la médaille d'or aux Championnats d'Afrique de 1982.